# 菊花水欖
菊花水欖，是廣東省中山市小欖鎮的一道甜點，是以荼薇糖、豆沙當作餡料的湯圓，外觀為欖形，比一般湯圓大，餡料也多。食用時撒上菊花糠，花香撲鼻，清甜可口，爽而不膩。
菊花水欖是當地冬至和元宵的應節食品。

## 做法
1. 搓糯米粉時加水不能太多，這樣才能讓水欖包得更好；
2. 以荼薇糖作餡料，與豆沙攪拌，做出來的水欖吃起來齒頰留香；
3. 皮與餡的比例要適中，餡不能太多，皮不能太薄；
4. 水沸後下鍋，水要多，火要慢，這樣才能保證水欖皮滑而不破，待水欖浮出水面則表明熟透（約10-15分鐘）；
5. 盛上碗撒上一層菊花糠，吃的同時把湯水一同喝下，恰好中和吃過水欖後的甜膩感，絕妙配合。